# Sorocephalus scabridus
Sorocephalus scabridus är en tvåhjärtbladig växtart som först beskrevs av Carl Peter Thunberg, och fick sitt nu gällande namn av Meissn.. Sorocephalus scabridus ingår i släktet Sorocephalus och familjen Proteaceae. Inga underarter finns listade i Catalogue of Life.